# Loi relative au travail, à la modernisation du dialogue social et à la sécurisation des parcours professionnels
Pour les articles homonymes, voir Loi travail.
Lire en ligne

Loi du 8 août 2016

La loi no 2016-1088 du 8 août 2016 relative au travail, à la modernisation du dialogue social et à la sécurisation des parcours professionnels, dite « loi Travail » ou « loi El Khomri », est une loi française adoptée en 2016 à l'initiative de la ministre du Travail Myriam El Khomri au nom du gouvernement Valls. Initialement nommée « projet de loi visant à instituer de nouvelles libertés et de nouvelles protections pour les entreprises et les actifs » puis « projet de loi de modernisation du droit du travail ».
Dévoilé le 17 février 2016, le texte vise à réformer le Code du travail afin, selon le gouvernement, de « protéger les salariés, favoriser l'embauche, et donner plus de marges de manœuvre à la négociation en entreprise ». Il est initialement soutenu par le patronat, notamment le MEDEF, alors que l'opposition estime que le projet de loi n'aura que peu, voire pas, d'effet économique,.
Le projet de loi fait l'objet d'un important mouvement de contestation, comprenant des grèves et manifestations, de la part des syndicats, d'organisations étudiantes et d'une partie de la gauche qui considèrent que les réformes proposées font « revenir des années en arrière » les droits des salariés.
Le texte, après avoir été remanié par le gouvernement, est adopté sans vote en première lecture par l'Assemblée nationale à la suite de l'engagement de la responsabilité du gouvernement sur le fondement de l'article 49 alinéa 3 de la Constitution française (dit « 49.3 »). Après son adoption par le Sénat, le texte est de nouveau adopté sans vote à l'Assemblée nationale en nouvelle lecture et en lecture définitive. Il est promulgué le 8 août 2016.
La réforme du droit du travail se poursuit en 2017 avec une nouvelle réforme du code du travail.

## Contexte

### Précédentes réformes du droit du travail
Depuis la mise en place des 35 heures par le gouvernement de gauche de Lionel Jospin en 1998 et 2000, la question du droit du travail est récurrente dans le débat politique français et plusieurs réformes ont été adoptées afin d'assouplir les règles encadrant le temps de travail et les licenciements.
La droite, opposée à la réduction du temps de travail, revient au pouvoir en 2002 et fait adopter le 17 janvier 2003 une première loi d'assouplissement de la règle des 35 heures par l'annualisation du temps de travail. Un nouvel assouplissement est adopté en 2005.
La même année est autorisé un nouveau type de contrat de travail : le contrat nouvelles embauches (CNE), un contrat à durée indéterminée (CDI) réservé aux petites entreprises et qui permet à l'employeur de licencier le salarié par simple lettre recommandée pendant les deux premières années suivant l'embauche. Souvent converti en CDI classique par les tribunaux sur le fondement des conventions de l'Organisation internationale du travail, le contrat nouvelles embauches est finalement abrogé en 2008. Début 2006 est créé le contrat première embauche (CPE) destiné aux jeunes de moins de 26 ans et qui, comme le CNE, permettait un licenciement sans motif pendant deux ans. Face à une très forte contestation, le CPE est abrogé dès avril 2006.
En 2007, la loi TEPA défiscalise les heures supplémentaires. Cette disposition est abrogée en 2012, jugée responsable par le gouvernement de la destruction de 40 000 à 80 000 emplois.
En 2008, avec la loi portant modernisation du marché du travail, est créée la « rupture conventionnelle » qui permet à un employeur et un salarié de mettre fin à un CDI par accord alors que le recours aux heures supplémentaires est assoupli.
En 2013, un accord national interprofessionnel qui, tout en accordant de nouvelles garanties aux salariés (compte personnel de formation, droits « rechargeables » à l'assurance chômage, encadrement du temps partiel), allège le recours au licenciement économique collectif et réduit les délais durant lesquels un salarié peut contester son licenciement.

### Mesures similaires en Europe
Le projet de réforme proposé par Myriam El Khomri s'inspire de recommandations de la Commission et du Conseil européens ainsi que de mesures similaires prises par plusieurs pays de l'Union européenne, « Italie, Espagne et Allemagne en tête », selon le quotidien économique Les Échos. Ainsi, les licenciements économiques ont été assouplis en Allemagne et en Espagne et les indemnités réduites,,,. En Italie, un contrat dit « à protection croissante » a été introduit. Les indemnités pour licenciement économique ont également été réduites au Royaume-Uni,. En Belgique, le gouvernement Michel a déposé en février 2016 un projet de loi « visant à assouplir le temps de travail, porté de 39 heures à 45 heures et calculé sur une base annualisée ».
Les effets sur le taux de chômage de ces mesures d'assouplissement des contrats de travail ont toutefois à ce jour[Quand ?] été très peu évalués de façon précise et sembleraient montrer un effet limité,,.

### Contexte politique

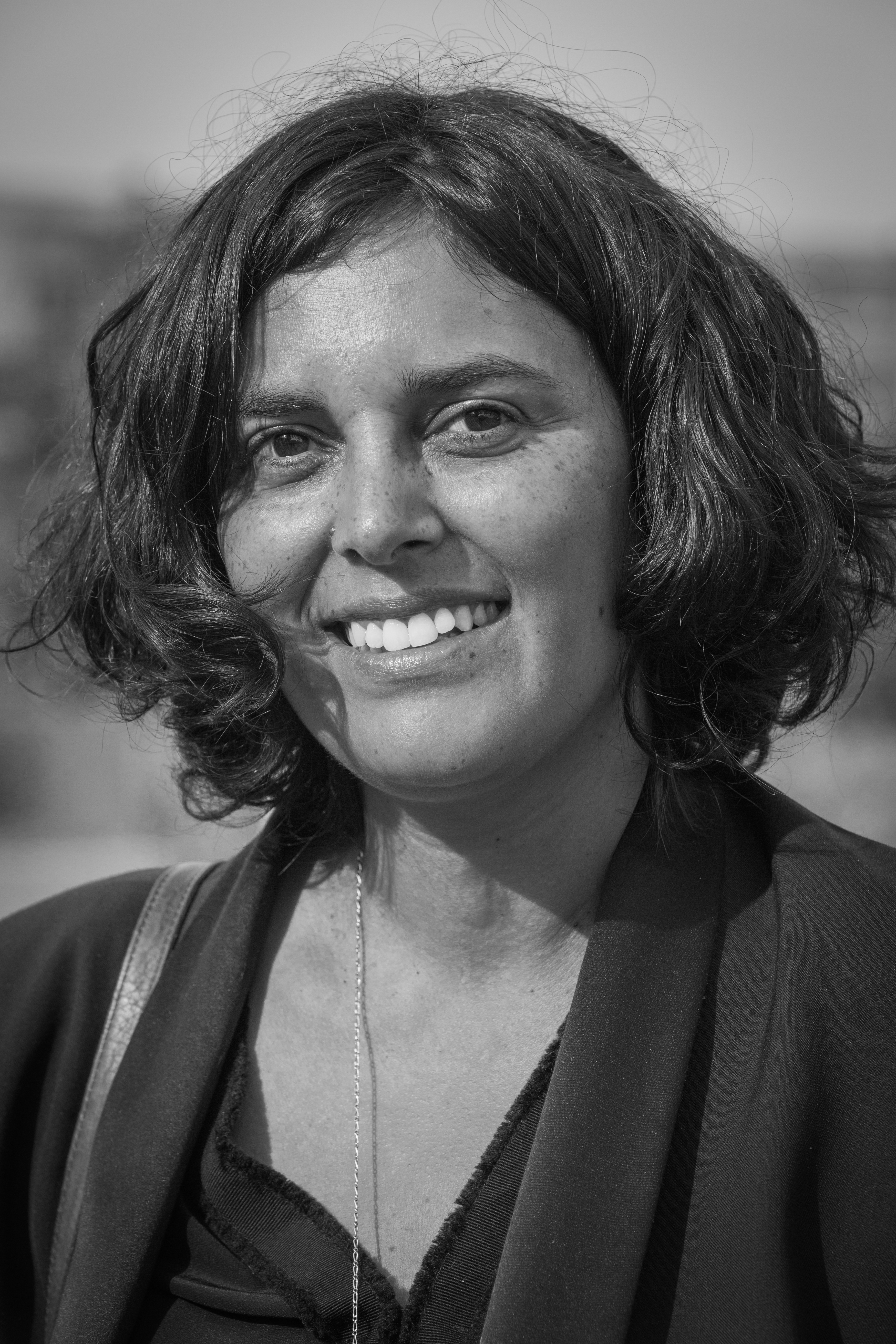
Myriam El Khomri, ministre du Travail, porte le projet de loi au nom du gouvernement.

Le projet de loi s'inscrit dans une volonté « d'assouplissement » du droit du travail (ou son démantèlement suivant les opposants à la loi) annoncé depuis plusieurs mois par le gouvernement de Manuel Valls.
Le texte présenté par la ministre du Travail Myriam El Khomri fait suite à un rapport rédigé en janvier 2016 par une commission présidée par Robert Badinter qui préconisait une refonte du Code du travail, jugé « illisible », au profit d'une législation centrée autour de « principes essentiels » notamment le contrat à durée indéterminée, la durée légale du travail et la rémunération minimum. Il reprend en outre, avec des modifications, le plafonnement des indemnités prud'homales versées aux salariés en cas de licenciement abusif qui avait été adopté dans le cadre de la loi Macron de juin 2015 mais censuré par le Conseil constitutionnel. Le texte est également inspiré d'un rapport rédigé par Jean Pisani-Ferry et Henrik Enderlein, remis à Emmanuel Macron le 27 novembre 2014,,.
Ce débat a lieu dans un contexte où la majorité de gauche apparaît divisée, notamment sur la politique économique et sociale de François Hollande.
Ainsi, des députés frondeurs ont contesté plusieurs mesures depuis 2012 (pacte budgétaire européen, réforme des retraites, programme de stabilité, etc.). En février 2015, les frondeurs contestent plusieurs dispositions du projet de loi du ministre de l'Économie Emmanuel Macron, notamment sur la question de l'élargissement du travail du dimanche et certains annoncent leur intention de voter contre. Le Premier ministre Manuel Valls décide alors d'engager la responsabilité du gouvernement sur ce texte via l'article 49 alinéa 3 de la Constitution.
La contestation au sein de la majorité se fait plus forte fin 2015 et début 2016 autour de la question de la déchéance de nationalité proposée par François Hollande.

## Contenu du projet de loi
Le projet de loi est présenté par le gouvernement de Manuel Valls comme visant à « protéger les salariés, favoriser l'embauche, et donner plus de marges de manœuvre à la négociation en entreprise ». Concrètement, il laisse plus de libertés aux entreprises pour fixer le temps de travail de leurs salariés ou pour procéder à des licenciements.
Une version remaniée est présentée le 14 mars 2016.

### Temps de travail
Le projet de loi maintient la durée légale du temps de travail à 35 heures par semaine. La majoration salariale des heures supplémentaires reste par défaut de 25 % pour les huit premières heures supplémentaires, 50 % ensuite mais peut être inférieure en cas d'accord d'entreprise ou de branche avec le plancher d'une majoration de 10 %. Le projet de loi instaure toutefois une primauté de l'accord d'entreprise sur l'accord de branche (qui ne s'applique plus qu'en l'absence d'accord d'entreprise). Par ailleurs, alors qu'aujourd'hui les heures supplémentaires peuvent être décomptées sur une année maximum, le projet de loi autorise un calcul sur trois ans en cas d'accord de branche (la première version du projet prévoyait qu'un accord d'entreprise pouvait suffire).
Une entreprise peut, par dérogation, avec l'autorisation expresse de l'inspecteur du travail et du comité d'entreprise (ou, à défaut, des délégués du personnel) instaurer une semaine de travail de 60 heures dans la limite d'une moyenne maximum de 44 heures sur douze semaines. En cas d'accord collectif, ce plafond peut être porté à 46 heures, toujours sur 12 semaines (la première version du projet de loi portait cette durée à 16 semaines).
Le projet de loi maintient le maximum de dix heures de travail par jour mais prévoit qu'un accord collectif ou une autorisation administrative peut porter ce plafond à douze heures.
Dans la première version du texte, les entreprises de moins de 50 salariés pouvaient proposer à leurs salariés de passer au forfait jour, même sans accord collectif. Dans la version rectifiée, l'accord devient nécessaire.

### Licenciements
Le projet de loi précise et facilite les conditions dans lesquelles un employeur peut procéder à un licenciement économique : baisse des commandes ou du chiffre d'affaires pendant plusieurs trimestres, pertes d'exploitation pendant plusieurs mois, importante dégradation de la trésorerie, mutations technologiques, réorganisation nécessaire à la sauvegarde de la compétitivité. La version remaniée du texte prévoit que « les difficultés économiques créées artificiellement » excluent un licenciement économique.
Le périmètre d'appréciation des difficultés économiques d'une entreprise reste celui actuel, fixé par la jurisprudence, avec une appréciation au niveau international. Le projet initial prévoyait de restreindre le périmètre aux filiales françaises pour un groupe, mais un amendement déposé pendant l'examen du texte à l'Assemblée nationale a supprimé cette disposition.
Dans le projet de loi initial un salarié qui refuse un accord collectif de modulation du temps de travail et des salaires pourrait être licencié pour « motif personnel ». Dans la version adoptée en première lecture, le salarié refusant l'accord fera l'objet d'un licenciement pour « cause réelle et sérieuse » qui suivra la procédure d'un licenciement individuel pour motif économique, mais sans les mesures de reclassement,.
Le projet de loi introduisait dans sa première version un plafonnement des dédommagements que reçoivent les personnes qui ont été licenciées abusivement. Ces plafonds deviennent « indicatifs » dans la version du 17 mars mais le plancher d'indemnisation, supprimé dans la première version, n'est pas rétabli.

### Accords
Les accords collectifs qui prévoient une modulation temporaire du temps de travail et des salaires et qui, jusque-là, étaient réservés aux entreprises en difficulté, seraient ouverts dans un but « de développement de l’emploi », c'est-à-dire aux entreprises qui cherchent par exemple à conquérir un marché nouveau. Une fois conclu, un tel accord prime sur le contrat de travail des salariés et ceux qui le refusent peuvent être licenciés.
Alors que des organisations syndicales majoritaires peuvent actuellement y opposer un veto, le projet ouvre en outre la possibilité pour des syndicats minoritaires représentant au moins 30 % des salariés de demander la tenue d'un référendum auquel les organisations syndicales ne pourront plus s'opposer,.

### Nouveaux droits
Le projet de loi précise le contenu du compte personnel d'activité (CPA) qui doit permettre à tous les actifs de conserver leurs droits en matière de formation ou de pénibilité au travail tout au long de leur carrière.
La version rectifiée introduit en outre un compte épargne-temps et relève le plafond du compte personnel de formation. La garantie jeunes deviendrait un droit pour les jeunes sans emploi ni formation.
Le texte prévoit que les syndicats pourront utiliser l'intranet et les autres outils numériques d'une société pour distribuer leurs tracts.
La loi introduit également pour la première fois dans le droit français du travail un droit à la déconnexion, visant à réguler l'utilisation d'outils numériques lors des périodes de repos, comme préconisé par le rapport sur l'impact du numérique au travail.

## Historique

### Calendrier législatif
| Conseil d'État                                       | Conseil d'État         | Conseil des ministres | Première lecture                                            | Première lecture                                | Première lecture            | Première lecture                | Commission mixte paritaire | Nouvelle lecture                                | Nouvelle lecture | Lecture définitive                              | Conseil constitutionnel | Président de la République |
| Conseil d'État                                       | Conseil d'État         | Conseil des ministres | Assemblée                                                   | Assemblée                                       | Assemblée                   | Sénat                           | Assemblée + Sénat          | Assemblée                                       | Sénat            | Assemblée                                       | Conseil constitutionnel | Président de la République |
| ---------------------------------------------------- | ---------------------- | --------------------- | ----------------------------------------------------------- | ----------------------------------------------- | --------------------------- | ------------------------------- | -------------------------- | ----------------------------------------------- | ---------------- | ----------------------------------------------- | ----------------------- | -------------------------- |
| Texte                                                | Avis                   | Conseil des ministres | Dépôt                                                       | Engagement de la responsabilité du gouvernement | Motion de censure (rejetée) | Vote                            | Résultat                   | Engagement de la responsabilité du gouvernement | Vote             | Engagement de la responsabilité du gouvernement | Contrôle                | Promulgation               |
| 12 février 2016                                      | 17 mars 2016           | 24 mars 2016          | 24 mars 2016                                                | 10 mai 2016                                     | 11 mai 2016                 | 28 juin 2016                    | 28 juin 2016               | 5 juillet 2016                                  | 19 juillet 2016  | 21 juillet 2016                                 | 4 août 2016             | 8 août 2016                |
| Avant-projet Saisine rectificative Exposé des motifs | Avis du Conseil d'État | Compte-rendu          | Projet de loi déposé par le gouvernement Dossier législatif | Texte retenu par le gouvernement                | Texte de la motion          | Dossier législatif Texte adopté | Désaccord                  | Texte retenu par le gouvernement                | Texte rejeté     | Texte retenu par le gouvernement                | Décision                | Loi promulguée             |

### Avant-projet

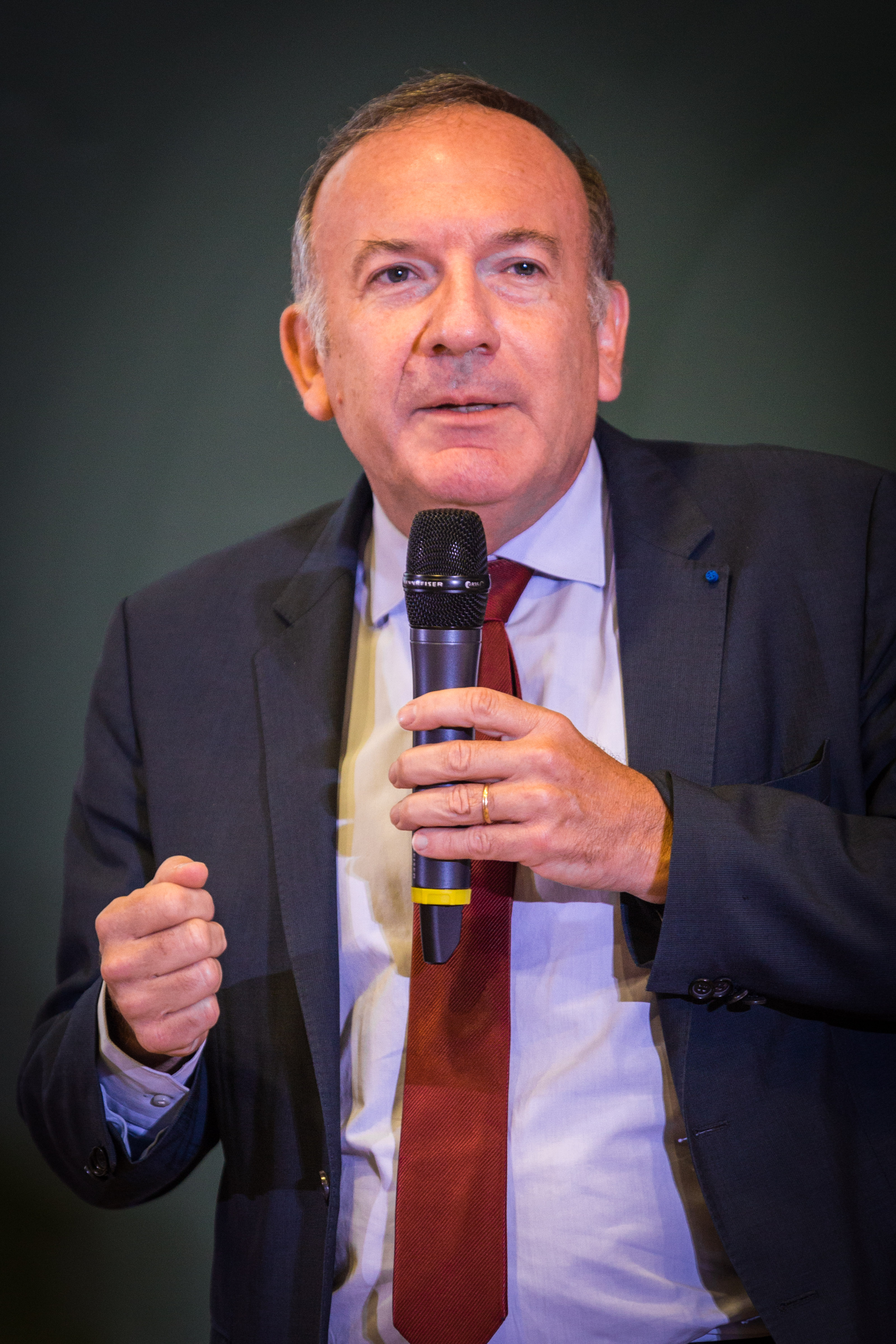
Pierre Gattaz, président du MEDEF et soutien du premier projet gouvernemental.

Pierre-André Imbert, directeur de cabinet de François Rebsamen puis de Myriam El Khomri au ministère du Travail, commence à écrire le texte du projet de loi, en liaison avec Matignon, à la fin de l'année 2015. À la fin de janvier 2016, une réunion se tient au palais de l'Élysée en présence de François Hollande, Manuel Valls, Michel Sapin, Emmanuel Macron et Myriam El Khomri pour arbitrer entre les différents projets de loi en préparation. Il est alors décidé qu'il n’y aura pas de projet de loi Macron 2, que Michel Sapin présentera un projet de loi relative à la transparence, à la lutte contre la corruption et à la modernisation de la vie économique, et Myriam El Khomri le texte sur la réforme du travail. Une deuxième réunion se tient à l'Élysée début février : Emmanuel Macron, ministre de l'Économie, demande que le projet de loi porté par Myriam El Khomri comprenne deux dispositions qu’il avait prévu d’inclure dans la loi Macron 2 : la réécriture du licenciement économique et le plafonnement des indemnités prud’homales ; selon plusieurs témoignages, Myriam El Khomri proteste et recueille le soutien de François Hollande et Manuel Valls. Une semaine après, Emmanuel Macron obtient finalement gain de cause.
Le 17 février 2016, le gouvernement transmet le texte du projet de loi au Conseil d'État et le texte est publié en avant-première par Le Parisien, contre la volonté du gouvernement. Dans une interview aux Échos, Myriam El Khomri annonce que l'objectif du projet est d'« améliorer la compétitivité des entreprises, développer et préserver l’emploi, réduire la précarité du travail et améliorer les droits des salariés ». Elle annonce également un possible emploi de l'article 49, alinéa 3 si nécessaire : d'après la journaliste Martine Orange, il s'agit d'« une précision imposée par Matignon, contre la volonté de l’Élysée ». Un des conseillers de Myriam El Khomri, Pierre Jacquemain, démissionne, en désaccord avec le texte.
Le gouvernement reçoit le soutien de Pierre Gattaz, président du MEDEF, qui juge que « Ce projet de loi va dans le bon sens », le texte présenté par le gouvernement reprenant plusieurs propositions défendues par le MEDEF,.
Au PS, le pôle des « Réformateurs » soutient le projet initial, notamment par la voix Christophe Caresche pour qui « Il faut continuer à réformer, il faut avancer, c'est une bonne réforme. Tous les partis sociaux-démocrates en Europe ont fait ce type de réforme. » Jean-Marie Le Guen juge qu'un « certain nombre d'esprits chagrins sont là pour essayer de bloquer la poussée réformiste du gouvernement ».
Des élus Les Républicains comme Benoist Apparu, Alain Juppé, Bruno Le Maire ou François Fillon soutiennent également le projet qui, selon une tribune d'universitaires publiée dans Le Monde, pourrait contribuer à diminuer les rigidités de marché du travail et favoriser l'appréhension des employeurs à l'embauche avec pour effet de favoriser l'emploi. Pour Jean-Claude Juncker, président de la Commission européenne, le projet de loi « est le minimum de ce qu’il faut faire ».
Toutefois, le projet de loi suscite très rapidement un vif débat, que l'exécutif semble avoir sous-estimé,.

### Opposition et pétition sur Internet

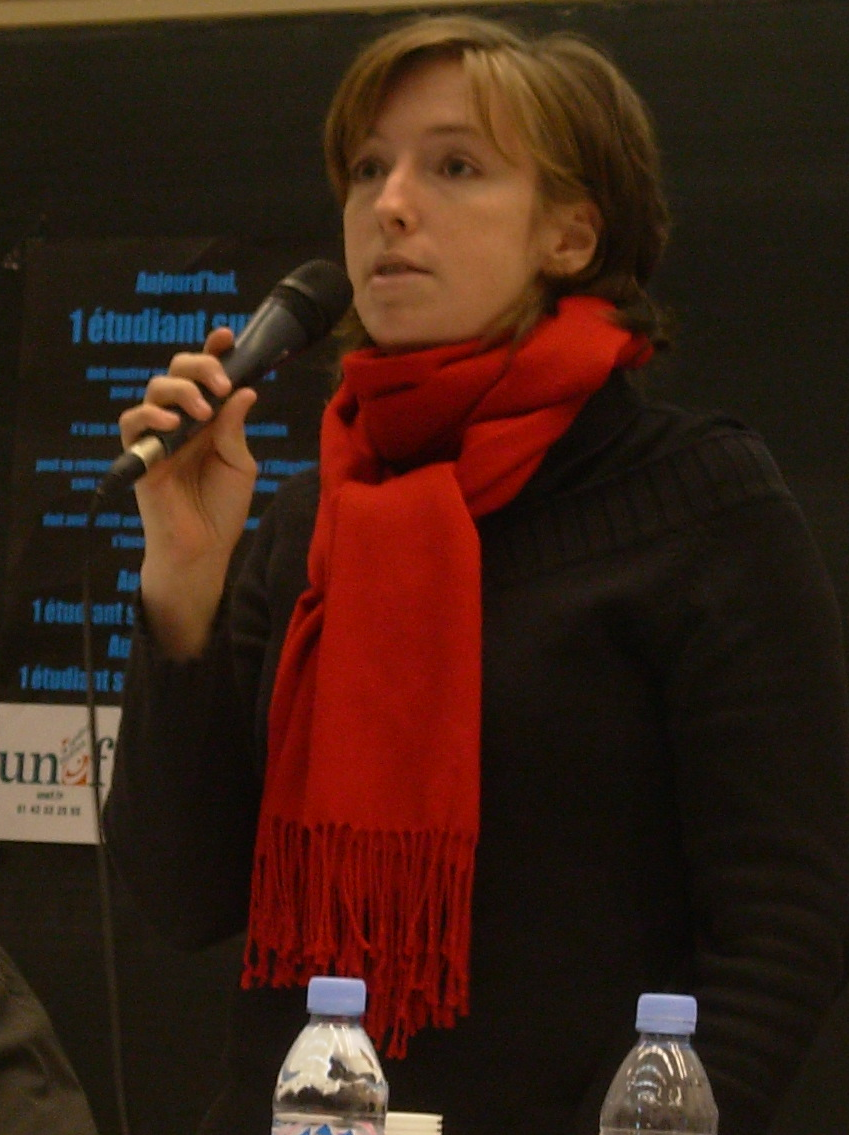
Caroline De Haas, initiatrice d'une pétition contre le projet gouvernemental.

Le projet de loi de Myriam El Khomri donne lieu, dès son dévoilement, à une opposition sur Internet qualifiée de « jamais vue »,.
Dès le 18 février 2016, une pétition en ligne demandant le retrait du projet est lancée par la militante Caroline De Haas, avec un site web loitravail.lol. Selon Change.org, qui héberge la pétition, c'est la pétition française qui « s'est lancée avec le plus grand nombre de signatures le jour de son lancement […] et qui obtient le plus de signatures par jour, avec 73 000 signatures en moyenne. » Cet engouement est le signe, selon De Haas, « d'un malaise très fort et du début d’une grande mobilisation ». La pétition atteint le cap des 1 000 000 de signatures le 4 mars 2016.
Le 24 février 2016, un collectif de youtubeurs dont Usul, Dany Caligula ou le Stagirite lance une vidéo et invite les internautes à utiliser le hashtag « On vaut mieux que ça » afin de décrire leurs expériences d'un monde du travail « précarisé et flexibilisé à l'extrême, loin de l'image renvoyée par le MEDEF ».

### Réactions syndicales et politiques
Dix syndicats se réunissent le 23 février 2016 (CFDT, CFE-CGC, CGT, FO, FSU, Solidaires, Unsa, UNEF, UNL, FIDL) et demandent notamment « le retrait de la barémisation des indemnités prudhommales ». La CFDT juge le texte « très déséquilibré » : si le syndicat se félicite de certaines mesures dont la « sanctuarisation des principes fondamentaux du droit du travail », il dénonce « l'augmentation du pouvoir unilatéral de l’employeur »,. La CGT, la FSU et Solidaires sont favorables à l'organisation de manifestations. William Martinet, président de l'Union nationale des étudiants de France (UNEF) s'oppose au projet et accuse le gouvernement d'avoir « déclenché une offensive sans précédent contre les jeunes et les salariés ». Les syndicats critiquent tout particulièrement l'article 2 du projet de loi, qui prévoit d'accorder la primauté aux accords d'entreprise sur les accords de branche.
Au sein du Parti socialiste, le texte est notamment critiqué par les frondeurs mais aussi, plus largement, notamment par Martine Aubry qui, dans une tribune, avec 17 personnalités dont Daniel Cohn-Bendit, lance une violente charge contre les orientations gouvernementales dénonçant non seulement le projet de loi El Khomri mais également le « pacte [de responsabilité] avec le Medef qui se révéla un marché de dupes », le « désolant débat sur la déchéance de nationalité », « la meurtrissure de l’indécent discours de Munich » de Manuel Valls sur l’accueil des réfugiés. Le président du Mouvement des jeunes socialistes Benjamin Lucas juge qu'il est « urgent de stopper la dérive libérale [alors que] la remise en cause du Code du travail marque une volonté de rupture ».
Pour Gérard Filoche, lui aussi membre du Parti socialiste, le projet institue une nouvelle hiérarchie des normes dans le droit du travail en inversant le principe de faveur car le résultat moins favorable d'une négociation collective pourra prévaloir sur la loi.
En mars 2016, François Rebsamen, prédécesseur de Myriam El Khomri, affirme dans un entretien aux Échos qu'il « n'aurai[t] pas accepté de porter ce projet de loi en l'état », estimant qu'« il ne faut pas en attendre de miracle ».
Pierre Joxe juge que le texte est un « avant-projet provocateur » et qu'il est « significatif d’une volonté politique qui s’est déjà manifestée dans le domaine social avec la loi Macron ». « On dirait que ce gouvernement veut réécrire à l’envers les conquêtes sociales historiques de la gauche. Contrairement à ce que raconte Valls, la gauche ne peut pas mourir, mais elle peut tomber très malade précise-t-il. »
Antoine Lyon-Caen, membre de la commission présidée par Robert Badinter avec qui il a coécrit un livre sur le droit du travail se désolidarise du projet de loi, jugeant certaines mesures « purement opportunistes […] Elles ne profitent qu'aux grandes entreprises ».
D'après un sondage Odoxa du 3 mars 2016, 67 % des personnes interrogées sont opposées au projet de loi.

### Réactions d'experts
Le Conseil supérieur de l'égalité professionnelle émet un avis négatif sur le texte, soulignant des « mesures [qui] sont particulièrement défavorables aux femmes ».
Fin février 2016, un groupe d'universitaires spécialisés en droit du travail, dont Emmanuel Dockès, présente à la presse un projet de code du travail alternatif décrit comme « plus court, plus clair, plus protecteur et mieux adapté aux difficultés de notre temps »,.
Début mars, trente économistes parmi lesquels Jean Tirole, Hélène Rey, Alain Trannoy et Pierre-Olivier Gourinchas, défendent le projet de loi, le qualifiant d'avancée pour les plus fragiles. Ils soulignent qu'une loi similaire adoptée en 2012 en Espagne a permis « un surcroit de 300 000 embauches en CDI dès l'année suivante ». Selon eux la crainte d'un conflit prud'homal incite les entreprises à ne pas embaucher en contrat à durée indéterminée. Le 5 avril 2016, l'économiste Charles Wyplosz reprend les mêmes thèmes que Jean Tirole concernant l'incertitude liée aux jugements prud'homaux et les clauses relatives aux licenciements économiques qui constituent selon lui de puissants freins à l'embauche.
Le 24 mai 2016, le Fonds monétaire international (FMI) indique dans le rapport de la mission de consultation annuelle que « la loi El Khomri constitue une autre étape nécessaire vers un marché du travail plus dynamique […] La loi El Khomri, qui est en ce moment même au Parlement, constituerait un autre pas en avant : elle élargirait la possibilité de conclure des accords d’entreprises et réduirait l’incertitude juridique en matière de licenciement. »
À l'inverse, dans un rapport de juin 2016, le Comité des Droits économiques, sociaux et culturels de l'ONU se dit « préoccupé par les dérogations à des protections acquises en matière de conditions de travail proposées dans le projet de loi travail, y compris pour accroître la flexibilité du marché du travail, sans qu'il ne soit démontré que l'État a considéré toutes les autres solutions possibles,. »

### Report, manifestations et modifications du projet

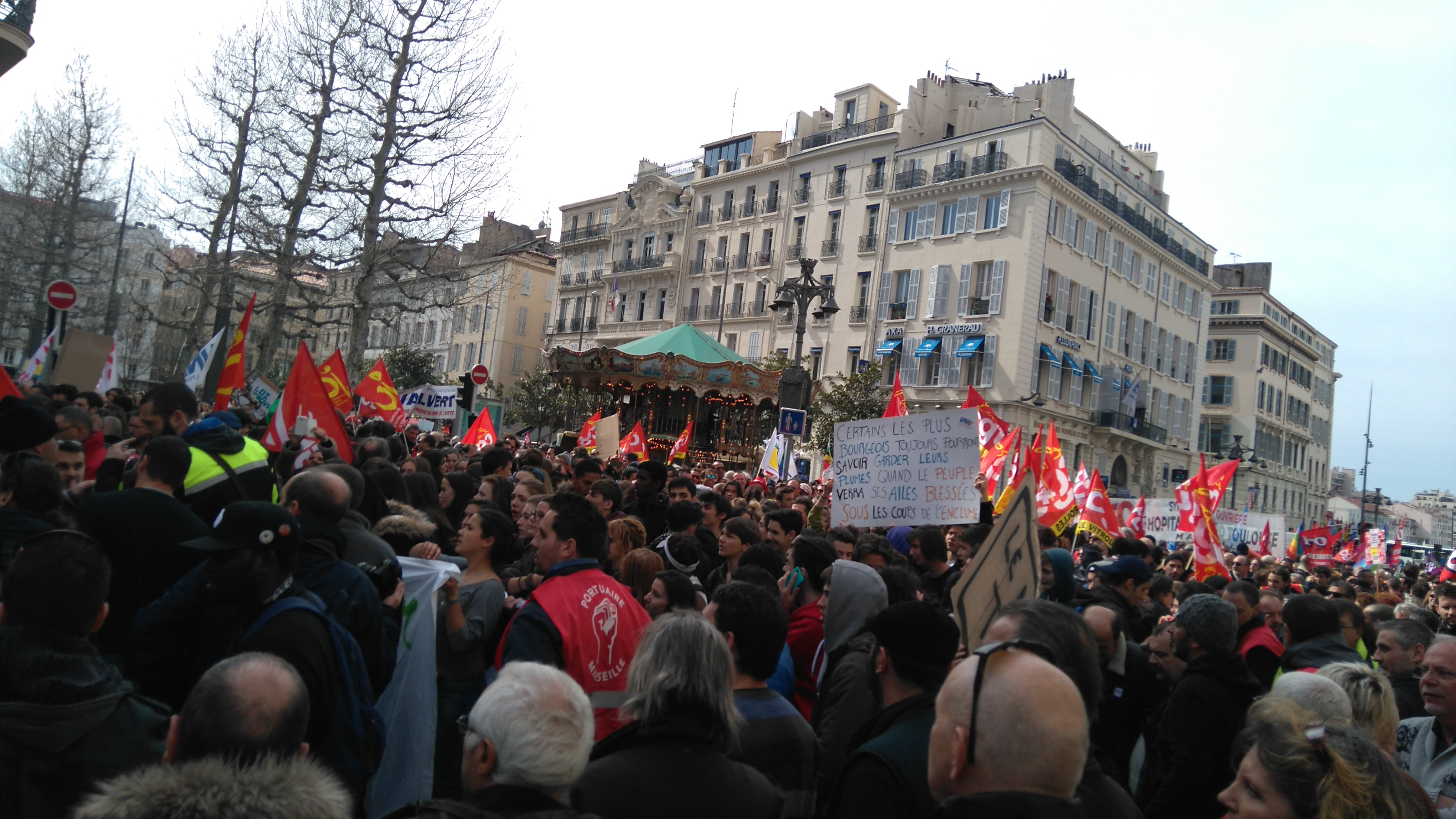
Une partie du cortège de la manifestation du 9 mars 2016 à Marseille contre le projet de loi.

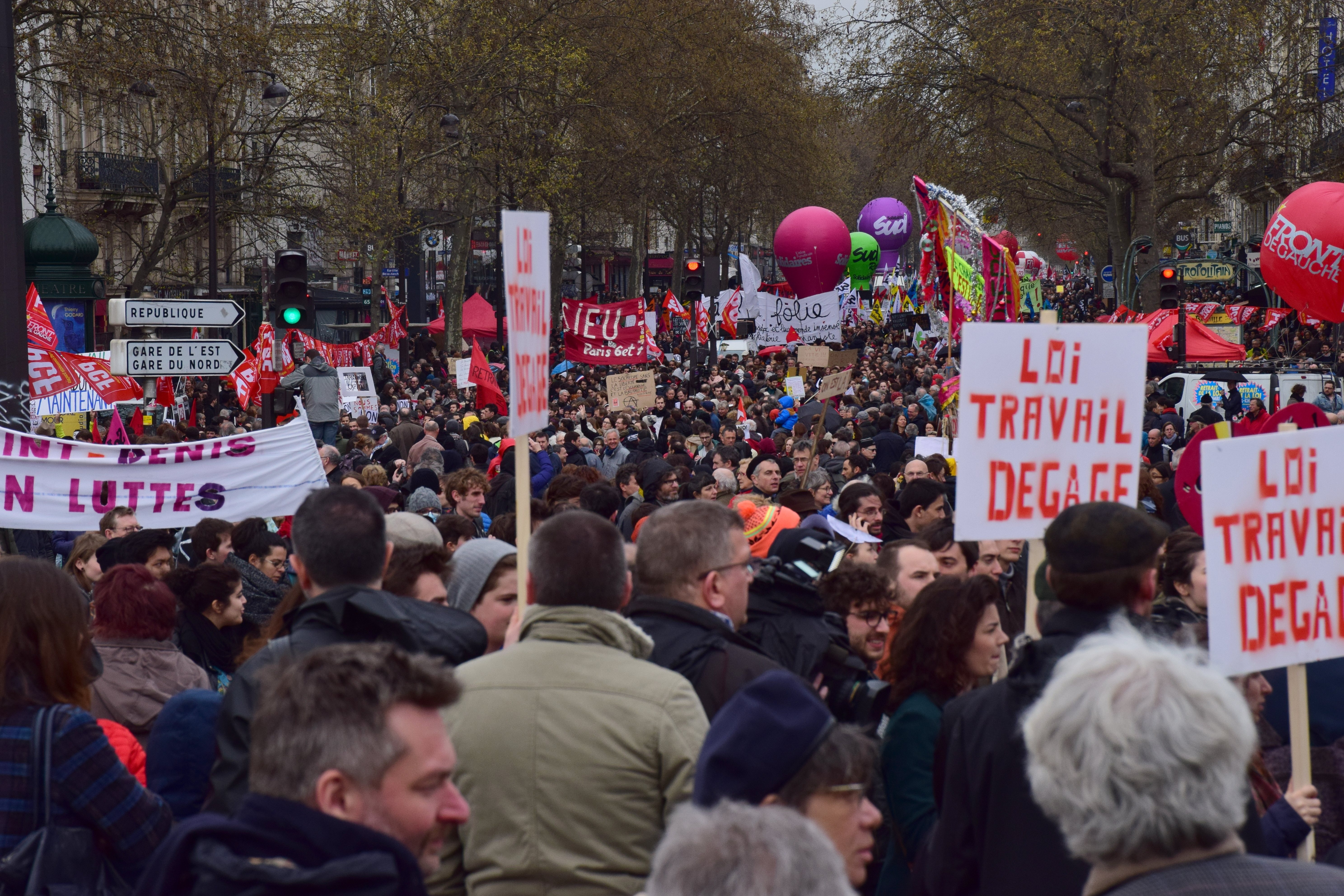
Manifestation du 9 avril 2016 à Paris contre le projet de loi.

Le 26 février 2016, en réponse à la contestation, François Hollande presse son conseiller social Michel Yahiel de reprendre la main sur le projet puis, le 29 février, Manuel Valls annonce reporter de deux semaines sa présentation en conseil des ministres, initialement prévue le 9 mars 2016, afin de relancer le dialogue sur certaines dispositions envisagées.
Le 9 mars 2016, des manifestations partout en France rassemblent entre 224 000 et 500 000 personnes contre le projet de loi.
Le 14 mars 2016, après avoir rencontré les syndicats de salariés et les organisations étudiantes, le gouvernement annonce avoir modifié le texte. Parmi les principaux changements, le barème des indemnisations prud'homales ne serait plus qu'« indicatif » et l'allongement du temps de travail des apprentis sans autorisation préalable est supprimé, un compte épargne-temps serait créé et la « garantie jeune », actuellement en essais, serait généralisée. Ces modifications sont critiquées par le MEDEF et la CGPME mais saluées par la CFDT. La CGT, FO et l'UNEF continuent de demander le retrait du projet.
Le 17 mars 2016, entre 69 000 et 150 000 personnes défilent contre le projet à l'appel d'organisations de jeunesse. La contestation prend de l'ampleur le 31 mars 2016 : à l'appel des syndicats de salariés et des organisations de jeunesse, les manifestations rassemblent entre 390 000 et 1,2 million de personnes.
À la suite de cette manifestation naît le mouvement « Nuit debout », présenté comme citoyen et pacifiste, qui occupe la place de la République à Paris. Le mouvement se poursuit les nuits suivantes à Paris et s'étend à d'autres villes (25 le 4 avril 2016).
Le 28 avril 2016, une nouvelle journée de manifestations voit 209 cortèges comptant entre 170 000 (selon la police) et 500 000 manifestants (selon la CGT). Des violences ont lieu, plus importantes que lors des précédentes journées de mobilisation, particulièrement à Paris (24 policiers blessés, dont 3 grièvement, et 124 personnes sont interpellées) et Rennes (2 policiers blessés et 38 manifestants blessés, dont 10 gravement — l'un d'entre eux perd totalement la vision d'un œil à la suite d'un tir de flash-ball),. Le bilan du ministère de l'Intérieur fait état de 78 policiers blessés et 214 individus interpellés sur l'ensemble du territoire.
Le 23 juin 2016, une nouvelle manifestation contre la loi El Khomri est convoquée. La préfecture de Police de Paris autorise la manifestation à condition qu'elle se réalise autour du bassin de l'Arsenal, partant de la place de la Bastille, sur un parcours circulaire de 1,6 kilomètre. La manifestation se poursuit dans une zone de cortège entièrement entourée par la police et des grilles de protection, et le parcours se remplit progressivement de manifestants jusqu'à faire le tour complet du bassin,,. Le jardin du Port de l'Arsenal avait été fermé pour l'occasion.

### Première lecture du projet à l'Assemblée nationale

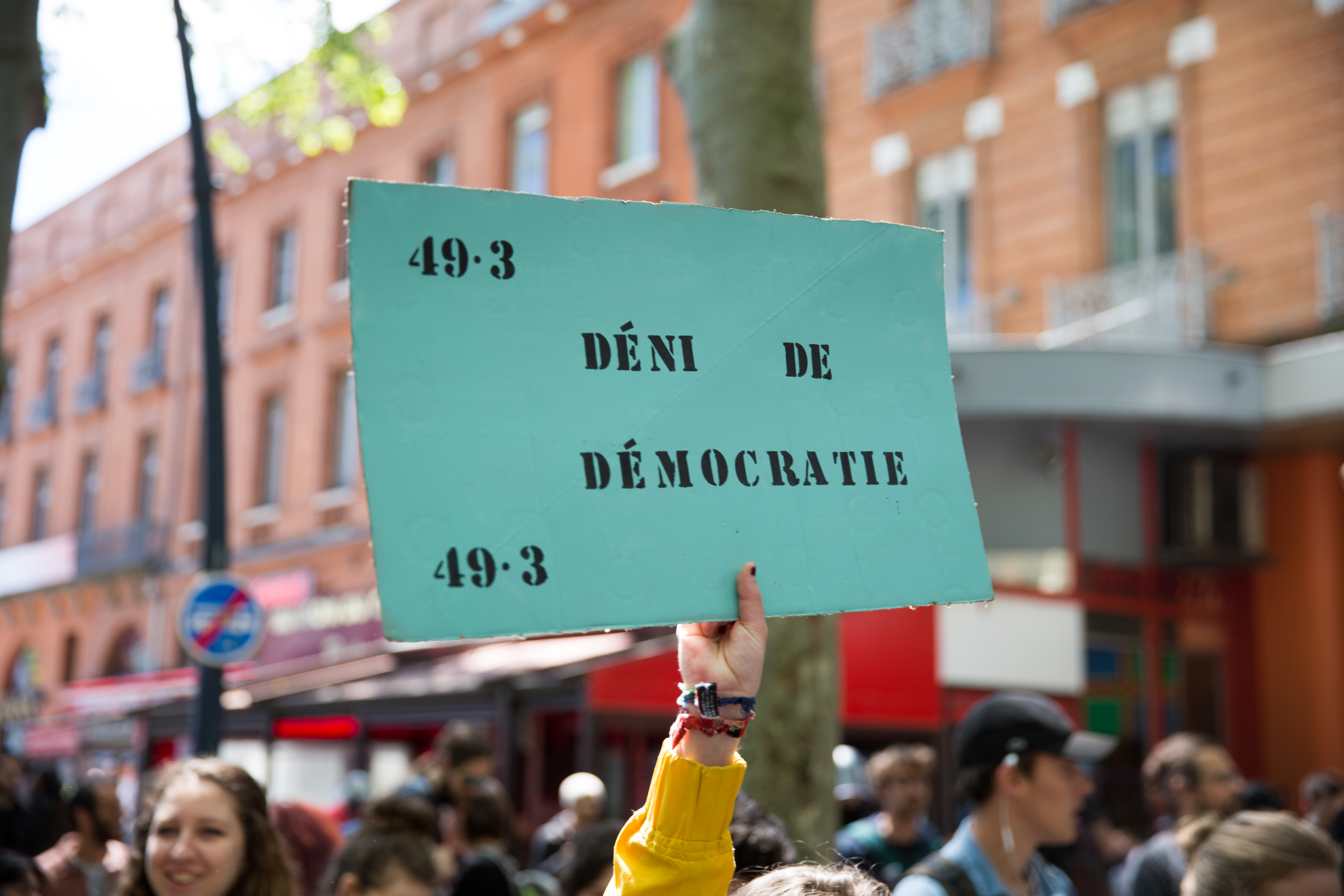
Pancarte contre le 49.3 lors d'une manifestation le 10 mai 2016-.

Le 10 mai 2016, Manuel Valls décide de recourir à l'article 49, alinéa 3 de la Constitution (souvent appelé « 49.3 ») qui permet de faire adopter le texte sans vote. Les Républicains et l'UDI déposent une motion de censure alors que les frondeurs socialistes tentent d'en déposer une autre avec le Front de gauche et des députés écologistes mais ne parviennent à recueillir que 56 signatures au lieu des 58 requises,.
Le 12 mai 2016, alors que de nouvelles manifestations ont lieu contre le projet,, la motion de censure déposée reçoit l'appui de 246 députés (LR, UDI, Front de gauche et non-inscrits mais pas des frondeurs) sur les 288 requises et est donc rejetée, ce qui entraîne l'adoption du projet de loi par l'Assemblée nationale en première lecture. Le texte doit ensuite être examiné par le Sénat.

### Poursuite du mouvement social: manifestations, grèves et blocages
La semaine du 16 au 22 mai 2016 voit plusieurs manifestations se dérouler. Les opposants défilent les 17 et 18 mai : si les manifestations sont moins importantes le 17, elles prennent de l'ampleur le 19 avec de 128 000 à 400 000 personnes. Cette journée marque aussi le début d'un mouvement de grève, notamment des routiers, cheminots, salariés de raffineries, des aéroports et des ports. Parallèlement le 18 mai, alors que le rôle des forces de l'ordre a été critiqué dans les violences qui ont émaillé les manifestations, des policiers se rassemblent « contre la haine anti-flic ».
Le 21 mai, le gouvernement assure les routiers que le projet de loi ne modifiera pas leur régime spécifique d'heures supplémentaires.

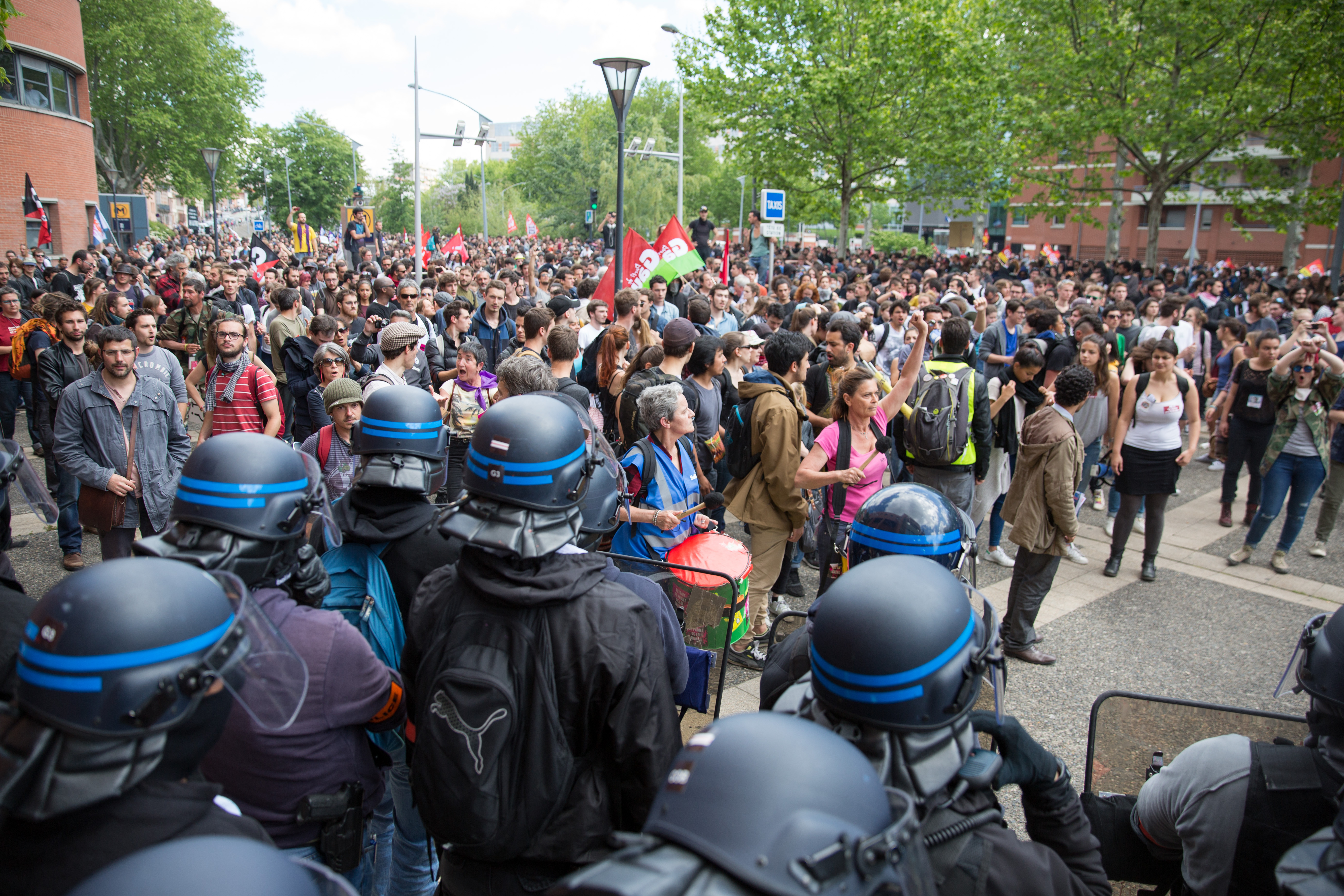
Forces de l'ordre et manifestants lors d'une manifestation à Toulouse.

Le 23 mai, les blocages de raffineries et dépôts de pétrole et le fait que des automobilistes aient tendance à anticiper une pénurie d'essence entrainent une rupture partielle ou totale de la distribution de carburant dans plusieurs stations essence, ce qui pousse le gouvernement à faire intervenir des CRS le lendemain pour débloquer la raffinerie et le dépôt pétrolier de Fos-sur-Mer. Malgré cela, l'ensemble des huit raffineries de France métropolitaine sont perturbées par des grèves le 24 mai et près de 2 200 stations essence (environ 20 % du total) sont en manque de carburant ou en rupture.
Le 26 mai 2016, le syndicat CGT des imprimeries empêche la parution de titres de la presse quotidienne nationale qui ont refusé de publier une tribune de Philippe Martinez. Cette action a été critiquée comme une atteinte à la liberté de la presse par les directeurs des quotidiens nationaux et le syndicat de la presse quotidienne nationale.

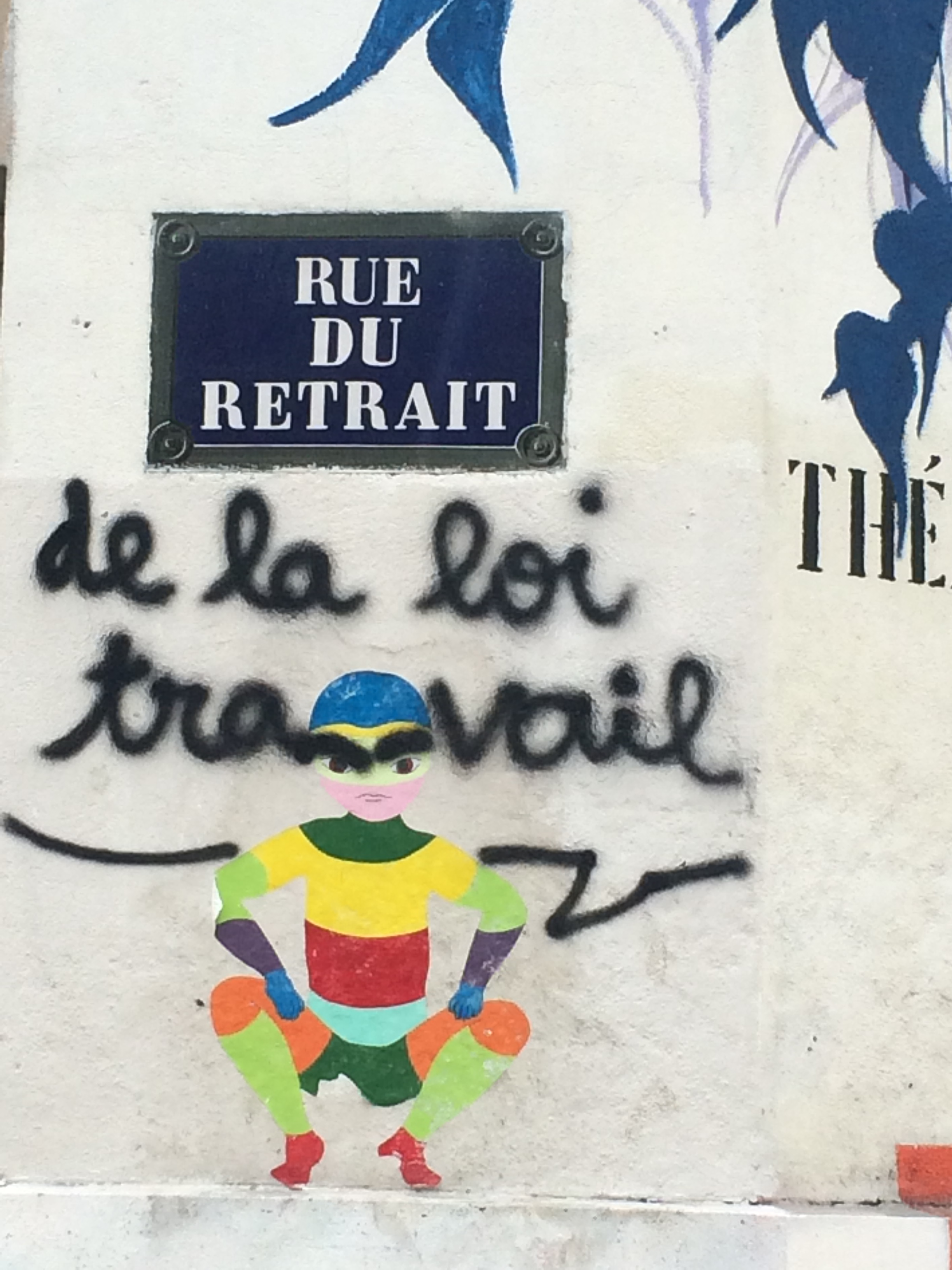
Détournement de la plaque de la rue du Retrait, dans le de Paris.

Plusieurs témoignages font état de violences policières durant les manifestations : la vidéo d'un homme frappé le 26 mai par un policier à Caen déclenche l'ouverture d'une enquête de l'Inspection générale de la Police nationale ; le même jour à Paris, un photographe indépendant est grièvement blessé par le jet d'une grenade de désencerclement par un gendarme et une femme est violentée par un policier à Toulouse. Précédemment, un policier avait été accusé de violences envers un lycéen à Paris. Parallèlement, les syndicats de policiers Alliance et CGT-Police critiquent les ordres donnés par leur hiérarchie qui viseraient à « laiss[er] le champ libre aux casseurs » pour « discréditer le mouvement social et syndical »,.
Le 14 juin constitue une nouvelle journée d'action contre le projet de loi marquée par une manifestation nationale à Paris et 52 autres villes, : elle réunit 125 000 personnes selon la police et 1 300 000 personnes selon Force ouvrière.

### Première lecture au Sénat
Début juin 2016, le texte est examiné par le Sénat où la droite dispose de la majorité des sièges. En commission, plusieurs « durcissements » du texte sont adoptés comme la suppression des 35 heures, le rétablissement du plafond des indemnités prud'homales ou la facilitation des licenciements économiques. Il est adopté par le Sénat avec ces modifications et sous le nouveau titre de « Projet de loi de modernisation du droit du travail » le 28 juin.

### Nouvelle lecture à l'Assemblée nationale
Après l'échec de la commission mixte paritaire, le projet de loi est examiné en nouvelle lecture par l'Assemblée nationale à partir du 30 juin 2016. À cette occasion, son titre est de nouveau modifié pour « Projet de loi relatif au travail, à la modernisation du dialogue social et à la sécurisation des parcours professionnels ». Le 5 juillet 2016, le gouvernement engage de nouveau sa responsabilité sur le texte : la droite ne dépose pas de motion de censure et l'opposition de gauche échoue à en déposer une, comme en première lecture, toujours avec 56 signatures recueillies pour 58 nécessaires. Le texte est ainsi de nouveau adopté sans vote par l'Assemblée nationale.

### Décision du Conseil constitutionnel
Saisi sur la procédure de discussion du texte par des parlementaires de gauche, le Conseil constitutionnel rejette leurs arguments et valide le texte, sauf cinq points mineurs. Toutefois, le Conseil ne se prononce pas sur la hiérarchie des normes ni sur d'autres mesures emblématiques du texte (licenciements économiques, accords « offensifs » pour l’emploi, référendum d’entreprise...), précisant que ces dispositions pourraient ultérieurement « faire l’objet de questions prioritaires de constitutionnalité ».

### Débat public sur les conséquences de la loi
Lors d'un débat télévisé entre les candidats à la primaire de gauche, Benoît Hamon évoque le plan de 178 licenciements envisagé par le quotidien La Voix du Nord et soutient qu'il aurait été permis par les nouvelles dispositions légales issues de la loi. En effet, selon la loi Travail, la baisse « d’au moins un indicateur économique », comme la baisse du chiffre d’affaires pendant quatre trimestres consécutifs pour une entreprise de trois cents salariés et plus, est suffisante pour caractériser des « difficultés économiques. »